# Termoventilatore senza pale

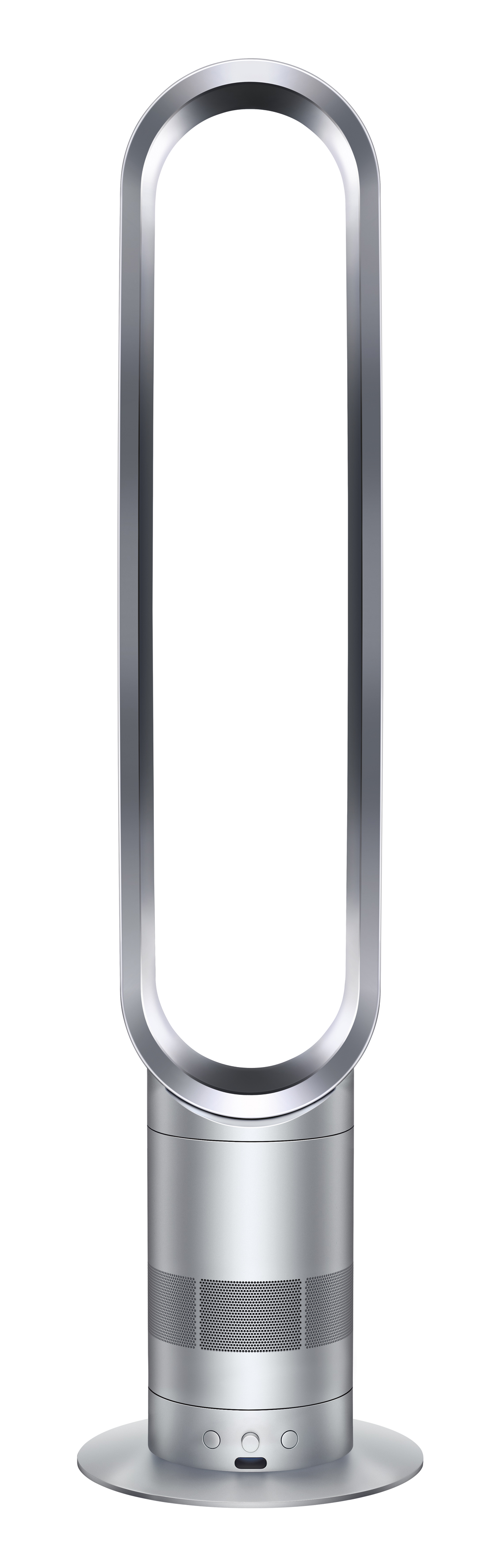
Il termoventilatore senza pale della Dyson

Il termoventilatore senza pale è un apparecchio elettrico sviluppato dall'azienda inglese Dyson che permette il riscaldamento rapido, uniforme e direzionato di un ambiente, sfruttando l'effetto Coandă.

## Caratteristiche
Il funzionamento è identico a quello del ventilatore senza pale, anch'esso creato dalla Dyson: anziché avere le tradizionali pale, l'aria viene soffiata fuori da una turbina posta nella parte bassa dell'apparecchio. In questo caso però l'apparecchio è dotato anche un elemento riscaldante, che consente di emettere aria calda e riscaldare l'ambiente. Questo apparecchio inoltre è dotato un termostato intelligente che monitora l'ambiente per raggiungere e mantenere la temperatura desiderata, senza sprechi di energia. L'anello di espulsione dell'aria in questo caso, anziché essere rotondo come nel ventilatore senza pale, è di forma ovale-rettangolare. Di questo apparecchio esistono due versioni: quello con modalità direzionata e quello con modalità ad ampio raggio. L'apparecchio (i cui elementi riscaldanti, a differenza dei classici termoventilatori, non sono in vista) è dotato anche di un sistema di spegnimento automatico in caso di ribaltamento e mantiene la temperatura al di sotto del punto di combustione della polvere, motivo per cui non produce odore di bruciato. Può essere utilizzato anche di notte data la sicurezza ed il basso livello acustico. Infine può essere utilizzato anche d'estate in modalità di sola ventilazione per rinfrescare l'ambiente.